# Răicani
Răicani – wieś w Rumunii, w okręgu Alba, w gminie Galda de Jos. W 2011 roku liczyła 21 mieszkańców.